# Samuel Henson
Samuel Henson (Saint Louis, 1º gennaio 1971) è un ex lottatore statunitense, specializzato nella lotta libera.

## Palmarès

### Olimpiadi
- 1 medaglia:
  - 1 argento (Sydney 2000 nei -54 kg)

### Mondiali
- 2 medaglie:
  - 1 oro (Teheran 1998 nei -54 kg)
  - 1 bronzo (Canton 2006 nei -55 kg)